# Зауральський сільський округ
Заура́льський сільський округ (каз. Заурал ауылдық округі, рос. Зауральский сельский округ) — адміністративна одиниця у складі району Біржан-сала Акмолинської області Казахстану. Адміністративний центр — село Заураловка.
Населення — 724 особи (2021; 988 у 2009, 1375 у 1999, 1685 у 1989).
Станом на 1989 рік існували Амангельдинська сільська рада (села Баймирза, Каратал, Шошкали) та Заураловська сільська рада (села Заураловка, Кудукагаш, Яблуновка). 1993 року вони утворили Зауральський сільський округ. Пізніше села Баймирза та Шошкали утворили окремий Баймирзинський сільський округ. 2000 року до складу Макинського сільського округу передано село Каратал.

## Склад
До складу округу входять такі населені пункти:
| Населений пункт  | Колишні назви | Населення, осіб (1989) | Населення, осіб (1999) | Населення, осіб (2009) | Населення, осіб (2021) |
| ---------------- | ------------- | ---------------------- | ---------------------- | ---------------------- | ---------------------- |
| Заураловка, село | -             | 930                    | 654                    | 441                    | 316                    |
| Кудукагаш, село  | -             | 512                    | 485                    | 378                    | 280                    |
| Яблуновка, село  | -             | 243                    | 239                    | 169                    | 128                    |